# James W. Covert
James Way Covert (ur. 2 września 1842 w Oyster Bay, zm. 16 maja 1910 w Brooklynie) – amerykański polityk, członek Partii Demokratycznej.

## Działalność polityczna
W okresie od 4 marca 1877 do 3 marca 1881 przez dwie kadencje był przedstawicielem 1. okręgu wyborczego w stanie Nowy Jork w Izbie Reprezentantów Stanów Zjednoczonych. Od 1882 do 1883 zasiadał w New York State Senate. W okresie od 4 marca 1889 do 3 marca 1895 przez trzy kadencje ponownie był przedstawicielem 1. okręgu wyborczego w stanie Nowy Jork w Izbie Reprezentantów Stanów Zjednoczonych.